# Estación de La Granjuela
La Granjuela fue una estación de ferrocarril situada en el municipio español de La Granjuela, en la provincia de Córdoba (Andalucía). La estación se encuentra ubicada en las afueras de la localidad homónima y en la actualidad las instalaciones están abandonadas, sin uso ferroviario.

## Situación ferroviaria
Las instalaciones ferroviarias se encontraban situadas en el punto kilométrico 45,907 de la línea férrea de ancho ibérico Córdoba-Almorchón, a 557 metros de altitud sobre el nivel del mar.

## Historia
La línea Almorchón-Belmez fue abierta al tráfico el 1 de abril de 1868, tras varios años de trabajos. La Compañía de Caminos de Hierro de Ciudad Real a Badajoz y de Almorchón a Belmez fue la impulsora de la línea y su gestora hasta 1880, fecha en la cual fue absorbida por la compañía MZA. En 1901 el ayuntamiento de La Granjuela solicitó la construcción de una estación ferroviaria para el municipio, ya que carecía de ella. Se levantó un apartadero, que disponía de edificio de viajeros, muelle de mercancías y una única vía de sobrepaso (además de la principal). Entró en servicio en 1903.
En 1941, con la nacionalización de todas las líneas de ancho ibérico, la estación de La Granjuela pasó a integrarse en la red de la recién creada RENFE. La línea fue clausurada al tráfico de viajeros el 1 de abril de 1974 y quedó limitada a los trenes de mercancías, lo que supuso el cierre al servicio de muchas estaciones del trazado —como fue el caso de La Granjuela—. Desde 2005, la estación pasó a depender de Adif.